# Дамбудзо Маречера
Дамбудзо Маречера (англ. Dambudzo Marechera, повне ім'я — Чарльз Вільям Дамбудзо Маречера (англ. Charles William Dambudzo Marechera); 4 червня 1952, Русапе, Південна Родезія — 18 серпня 1987, Хараре, Зімбабве) — зімбабвійський письменник, писав англійською мовою.

## Біографія
Син служниці та службовця в морзі. Виріс у злиднях і в умовах расової дискримінації, був вкрай незлагідним скрізь, починаючи з сім'ї. Навчався в місіонерській школі в Пенгалонзі, під Мутаре, потім з 1972 в Університеті Родезії (нині Університет Зімбабве), звідки в 1973 його відрахували за участь у студентських заворушеннях. За стипендією вступив у 1974 до Нового коледжу Оксфордського університету, звідки також був вигнаний у 1976 році за антисоціальну поведінку; університетський психіатр поставив йому діагноз «шизофренія». Жив у друзів, зловживав алкоголем та наркотиками. 1982 повернувся на батьківщину, де планувалося знімання фільму за його першою книгою, але Меречера посварився з режисером і план не реалізувався. Останні п'ять років вів бездомне, вкрай занедбане існування, жив у сквотах, постійно пив та недоїдав. Помер від запалення легенів, спричиненого наслідками СНІДу.

## Творчість
На відміну від більшості письменників Чорної Африки старшого покоління та своїх сучасників, зокрема — у Зімбабве, які здебільшого розвивали реалістичну поетику соціально ангажованої літератури, Маречера явно і навіть демонстративно орієнтувався на європейський модернізм (Артюр Рембо, Т. Т. З. Еліот), на поезію американських бітників (Аллен Гінзберг). Його біографія та творчість позначені типовими рисами проклятого поета. З африканських авторів йому був найближчий Крістофер Окігбо.

## Твори
- Дім голоду / The House of Hunger (1978, книга новел, отримала високі оцінки Доріс Лессінг і Анджели Картер ; премія за дебютну книгу газети Guardian ; багаторазово перевидана, в даний час включена до числа 100 найкращих африканських книг XX століття ; нім. пров., гол.пер.1988, фр.пер.1999)
- Чорне сонце / Black Sunlight (1980, роман, був заборонений у Зімбабве; згодом багаторазово перевиданий; перекладений французькою у 2012)
- Mindblast; or, The Definite Buddy (1984, п'єси, проза, вірші, щоденники; нім. пров. 1989)
- The Black Insider (1990, роман, перевид. 1992, 1993, 1999, нім. пер. 1993)
- Cemetery of Mind (1992, книга віршів, перевид. 1995, 1999)
- Scrapiron Blues (1994, тексти та нариси останніх років)

## Визнання
У 1990-ті і 2000-ті роки поезія і проза Маречери неодноразово перевидавалися, його твори перекладені багатьма мовами, а постать автора стала емблематичною для молодих поколінь, спадщина Маречери привертає жваву увагу публіки та критики.